# Dipoena sticta
Dipoena sticta là một loài nhện trong họ Theridiidae.
Loài này thuộc chi Dipoena. Dipoena sticta được Chuandian Zhu miêu tả năm 1992.